# الفصل الثاني من ميثاق الأمم المتحدة
يشرح الفصل الثاني من ميثاق الأمم المتحدة خصائص العضوية في الأمم المتحدة. وأن هذه العضوية مفتوحة لجميع الدول «المحبة للسلام»، ولقبول أي دولة يجب موافقة الجمعية العامة وتوصية مجلس الأمن.

## الفصل الثاني: العضوية

### المادة 3
الأعضاء الأصليون للأمم المتحدة هـم الدول التي اشتركت في مؤتمر الأمم المتحدة لوضع نظام الهيئة الدولية المنعقد في سان فرانسيسكو، والتي توقّع هذا الميثاق وتصدّق عليه طبقاً للمادة 110، وكذلك الدول التي وقّعت من قبل تصريح الأمم المتحدة الصادر في أول كانون الثاني/يناير سنة 1942، وتوقّع هذا الميثاق وتصدّق عليه.

### المادة 4
1. العضوية في «الأمم المتحدة» مباحة لجميع الدول الأخرى المُحبة للسلام، والتي تأخذ نفسها بالالتزامات التي يتضمنها هذا الميثاق، والتي ترى الهيئة أنها قادرة على تنفيذ هذه الالتزامات وراغبة فيه.
2. قبول أية دولة من هذه الدول في عضوية «الأمم المتحدة» يتم بقرار من الجمعية العامة بناءً على توصية مجلس الأمن.

### المادة 5
يجوز للجمعية العامة أن توقف أي عضو اتخذ مجلس الأمن قِبَله عملاً من أعمال المنع أو القمع، عن مباشرة حقوق العضوية ومزاياها، ويكون ذلك بناءً على توصية مجلس الأمن، ولمجلس الأمن أن يرد لهذا العضو مباشرة تلك الحقوق والمزايا.

### المادة 6
إذا أمعن عضو من أعضاء «الأمم المتحدة» في انتهاك مبادئ الميثاق جاز للجمعية العامة أن تفصله من الهيئة بناءً على توصية مجلس الأمن.

## وصلات داخلية
- ميثاق الأمم المتحدة
- الأمم المتحدة

## انظر ايضاً
| ميثاق الأمم المتحدة                                                              |
| -------------------------------------------------------------------------------- |
|                                                                                  |
| الفصل الأول في مقاصد الهيئة ومبادئها                                             |
| الفصل الثاني فـي العضوية                                                         |
| الفصل الثالث فـي فروع الهيئـة                                                    |
| الفصل الرابع في الجمعيـة العـامة                                                 |
| الفصل الخامس في مجلـس الأمـن                                                     |
| الفصل السادس في حل المنازعات حلاً سلمياً                                           |
| الفصل السابع فيما يتخذ من الأعمال في حالات تهديد السلم والإخلال به ووقوع العدوان |
| الفصل الثامن في التنظيمات الإقليمية                                              |
| الفصل التاسع في التعاون الدولي الاقتصادي والاجتماعي                              |
| الفصل العاشر المجلس الاقتصادي والاجتماعي                                         |
| الفصل الحادي عشر تصريح يتعلق بالأقاليم غير المتمتعة بالحكم الذاتي                |
| الفصل الثاني عشر في نظام الوصاية الدولي                                          |
| الفصل الثالث عشر في مجلس الوصاية                                                 |
| الفصل الرابع عشر في محكمة العدل الدولية                                          |
| الفصل الخامس عشر في الأمـانة                                                     |
| الفصل السادس عشر أحكـام متنوعـة                                                  |
| الفصل السابع عشر في تدابير حفظ الأمن في فترة الانتقال                            |
| الفصل الثامن عشر في تعديل الميثاق                                                |
| الفصل التاسع عشر في التصديق والتوقيع                                             |

## وصلات خارجية
- موقع الأمم المتحدة بالعربية